# オリオル・カレッジ (オックスフォード大学)
オリオル・カレッジ (Oriel College) は、イングランド、オックスフォード大学の構成カレッジの1つ。

## 建物とその周辺

### ローズ像
ハイストリートに面した側には、正面玄関の上にセシル・ローズの像があり、その下にはエドワード7世とジョージ5世の像がある。碑文は"e Larga MVnIfICentIa CaeCILII rhoDes "とあり、これはローズの偉業を認めているだけでなく、1911年（MDCCCLLVIIIIII）の建設日を示すクロノグラムでもある。
この像は、2015年のローズ・マスト・フォール運動をきっかけとして、数年前から抗議の対象となっている。数日前にブリストルのエドワード・コルストンの像が引き倒された事を受けて、2020年6月にも何百人もの抗議者が撤去を要求した。像はジョージ・フロイドの死をきっかけに起きた抗議活動の間に標的にされていた。

## 関連する人々

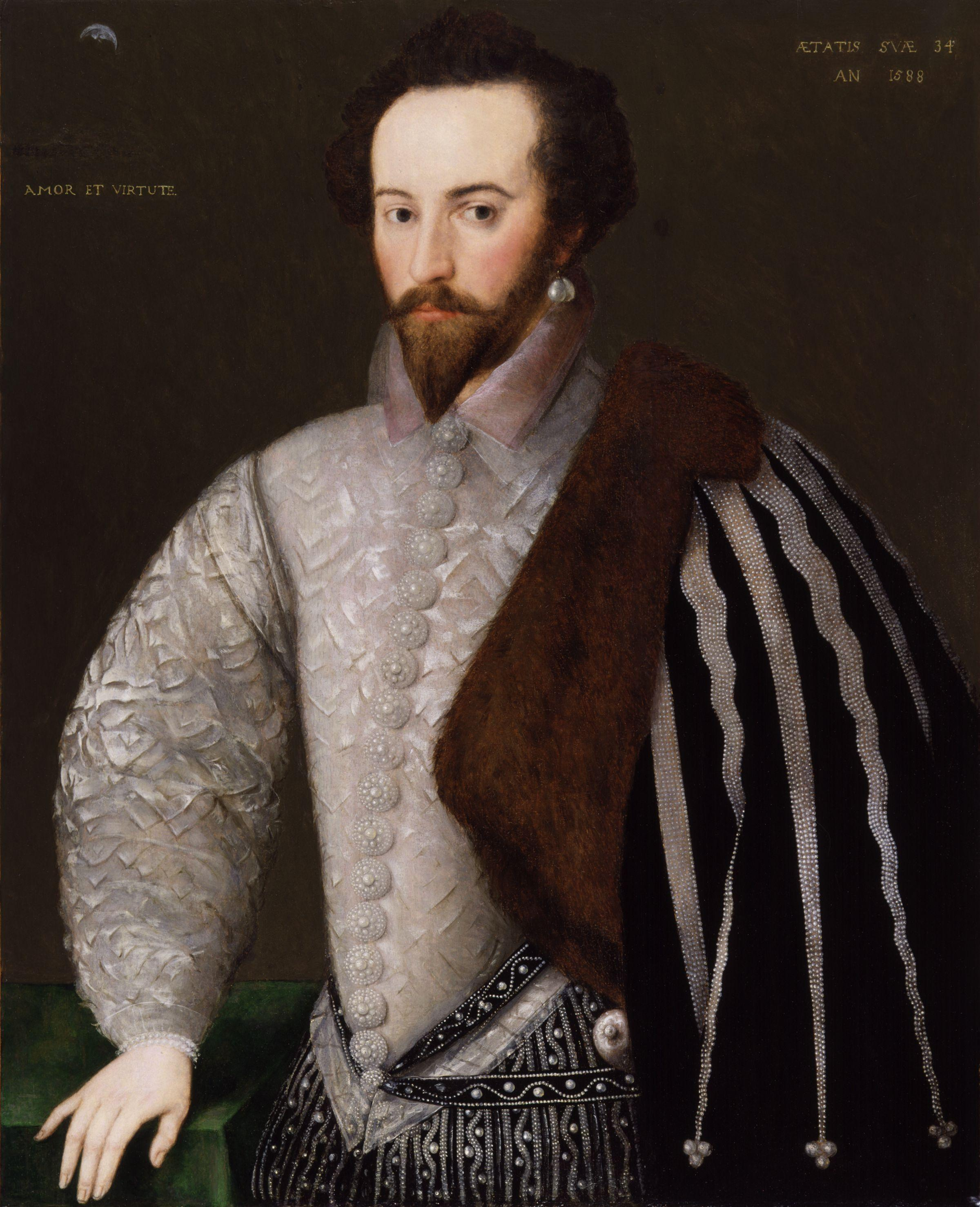
オリオル卒業生、サー・ウォルター・ローリー

オリオルは、政治家やクリケット選手から実業家まで、多くの著名な卒業生を輩出している。16世紀の著名な学部生は、大航海時代の探検家であるサー・ウォルター・ローリーだった:2。大学院レベルでは、大学はオックスフォード運動の主要な創始者であるジョン・キーブル、エドワード・ブーヴェリー・プュージー、ジョン・ヘンリー・ニューマンを元フェローとして誇っている。このカレッジは他にも多くの聖職者、司教、枢機卿、知事、そして2人のノーベル賞受賞者、アレクサンダー・トッド（生化学者、1957年ノーベル化学賞）、ジェイムズ・ミード（経済学者、1977年ノーベル経済学賞）を輩出している。
大学が所有している教授フェローシップは、現在リンダル・ローパーが所有している現代史学欽定教授である。

## 著名な所有物
オリオルには、中世の有名なめっきが3つある。1つ目はフランス製の金メッキのビーカーと蓋で、1460年から1470年年代とされた過去の推定は誤りであると考えられており、1350年頃、あとから装飾が施されたと、のちに説明された。1493年に、エドワード2世のものであると誤って信じこんで、£4.18s.1d.で購入された。